# Rodolphe Forget
Pour les articles homonymes, voir Forget.
Rodolphe Forget, né le 10 décembre 1861 à Terrebonne et mort le 19 février 1919 à Montréal, est un homme d'affaires et homme politique canadien et un des rares Canadiens français à connaître un grand succès d'affaires au XIXe siècle et au début du XXe siècle.

## Biographie

### Carrière
Rodolphe Forget est né en 1861 à Terrebonne, au Canada-Est, de l'union de David Rodolphe Forget, avocat et d'Angèle Limoges, demi-sœur du premier ministre Louis-Olivier Taillon. Dès l’âge de 15 ans, il entra au service de la maison de courtage L.J. Forget et Cie de Montréal, fondée par son oncle Louis-Joseph Forget, homme d'affaires reconnu. En 1890, Rodolphe Forget devenait associé de la firme de courtage de son oncle, il y fut actif jusqu’en 1907. 
En 1900, d’intenses négociations s’amorcent avec Herbert Samuel Holt en vue de procéder à une fusion pour répondre aux besoins grandissants de consolidation liés à l'industrialisation. De ces négociations naît la Montreal Light, Heat and Power en 1901, dont Herbert Holt assume la présidence ejusqu'en 1932 et Rodolphe Forget la vice-présidence jusqu'en 1917.
Dès 1907, le Montreal Star désigne Rodolphe Forget parmi les millionnaires de Montréal. Il devient rapidement un homme d'affaires très influent dans le milieu d’affaires montréalais, essentiellement anglophone à cette époque. Il est même surnommé « le jeune Napoléon de la rue Saint-François-Xavier » à cause de son travail à la Bourse de Montréal de laquelle il est président de 1907 à 1909. 
Ses activités ne se limitent toutefois pas à ces entreprises. Il est membre de nombreux conseils d’administration et était impliqué dans la compagnie qui sera le maître d’œuvre du Manoir Richelieu à Pointe-au-Pic dans la région de Charlevoix. D'ailleurs, il est de 1904 à 1917 député de Charlevoix pour le Parti conservateur à la Chambre des Communes. Une de ses principales promesses est le parachèvement du chemin de fer Quebec, Montmorency et Charlevoix.
Il décède en février 1919 à l’âge de 57 ans et est enterré au Cimetière Notre-Dame-des-Neiges à Montréal.

### Vie privée
En premières noces, il épouse Alexandra Tourville. De cette union naissent notamment Marguerite Forget, épouse d'Alexandre Martin, qui donne elle-même naissance à Jacqueline, qui épousera Guy Poliquin, nommé secrétaire d'Adélard Godbout et proche de Jean Lesage par la suite.
Claire Martin épouse Pierre Poliquin, frère de Jean Poliquin. filleul de Rodolphe Forget et proche de Jean Lesage. En secondes noces, Rodolphe a trois fils et une fille, la femme politique et féministe Thérèse Casgrain.
Il multiplie les œuvres philanthropiques, mais c’est surtout l’hôpital Notre-Dame de Montréal qui bénéficie de ses largesses. De 1906 à 1918, il aurait versé environ 250 000 $ à l’institution. Il accueile parents et amis dans une somptueuse résidence située rue du Musée à Montréal (dans le chic quartier du Mille carré doré, ou encore dans sa luxueuse villa de Saint-Irénée, dans Charlevoix. Les terres qu'il possède à cet endroit font aujourd'hui partie du Domaine Forget. Parmi ses fils figure Maurice Forget, attaché militaire à l'ambassade d'Alger pendant la Seconde Guerre mondiale.

## Honneurs
- 1912 : Chevalier de l'Ordre de Saint-Michel et Saint-Georges
- 1924 : une avenue dans l'ancienne ville de Sillery, maintenant dans la ville de Québec.
- 1984 : Un boulevard qui est maintenant dans l'arrondissement montréalais de Rivière-des-Prairies–Pointe-aux-Trembles